# Nijenbeek
Nijenbeek – średniowieczny zamek, którego ruiny znajdują się we wsi Voorst w Holandii, w prowincji Geldria.

## Historia

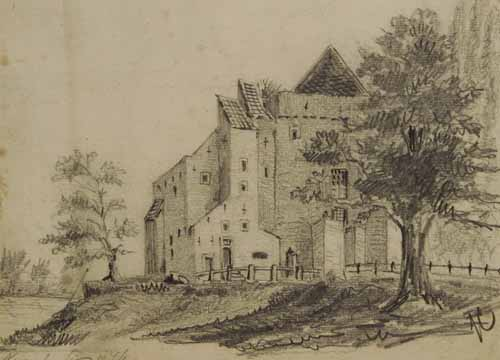
Nijenbeek, rycina z 1874

Pierwsza wzmianka o zamku pochodzi z końca XIII w. W 1361 książę Geldrii Renald III został tutaj uwięziony przez swego brata Edwarda. Wolność odzyskał dopiero po śmierci Edwarda w 1371. Według legendy, miał on podczas uwięzienia tak przybrać na wadze, że w momencie zwolnienia nie mieścił się w drzwiach.
Zamek wielokrotnie zmieniał właścicieli i był rozbudowywany. W 1523 został częściowo rozebrany przez księcia Geldrii Karola z Egmond. W XVIII w. podupadł, ale pod koniec tego stulecia został przez kolejnego właściciela odnowiony i rozbudowany. Uległ zniszczeniu 12 kwietnia 1945 podczas ataku wojsk alianckich na znajdujące się tutaj pozycje niemieckie. Do dzisiaj pozostała jedynie częściowo zniszczona wieża.
W pobliżu ruin zamku rośnie okazała topola kanadyjska, nazywana Nijenbeekse Peppel, której pień ma obwód 7,84 m (2014). 